# Ше (Горњи Пиринеји)
Ше (фр. Cheust) насеље је и општина у јужној Француској у региону Миди Пирене, у департману Горњи Пиринеји која припада префектури Аржеле Газо.
По подацима из 2011. године у општини је живело 82 становника, а густина насељености је износила 26,8 становника/km². Општина се простире на површини од 3,06 km². Налази се на средњој надморској висини од 458 метара (максималној 862 m, а минималној 532 m).

## Демографија
| 1962. | 1968. | 1975. | 1982. | 1990. | 1999. | 2011. |
| ----- | ----- | ----- | ----- | ----- | ----- | ----- |
| 85    | 108   | 96    | 104   | 97    | 94    | 82    |

График промене броја становника у току последњих година